# Ẩm thực Úc
Theo lịch sử thì ẩm thực Úc là dựa trên ẩm thực Anh đem đến đất nước này bởi những người định cư đầu tiên. Những thứ này bao gồm các loại bánh, các miếng thịt nướng lớn hay xắt nhỏ, và các loại thịt đi kèm với vài thứ rau (tổ hợp này thường được gọi là "thịt và ba thứ rau").
Những thức ăn nguyên gốc này đã bị lấn át bởi sự chú trọng ngày càng tăng vào nền văn hóa đa quốc gia xảy ra trong văn hóa Úc trong 40-50 năm qua, với ẩm thực của người Úc bây giờ chịu ảnh hưởng bởi sự đa dạng về thức ăn của người Địa Trung Hải và người châu Á nhập cư. Truyền thống của người Anh vẫn còn tồn tại ở các mức độ khác nhau trong các cửa hàng bán thức ăn làm sẵn (takeaway food), với các miếng cá và khoai tây chiên vẫn còn phổ biến.
Một phong trào ẩm thực Úc thuần túy cũng được mọi người biết đến, phát triển từ các nhà hàng mang bản sắc Úc từ giữa những năm 1980. 

### Ẩm thực

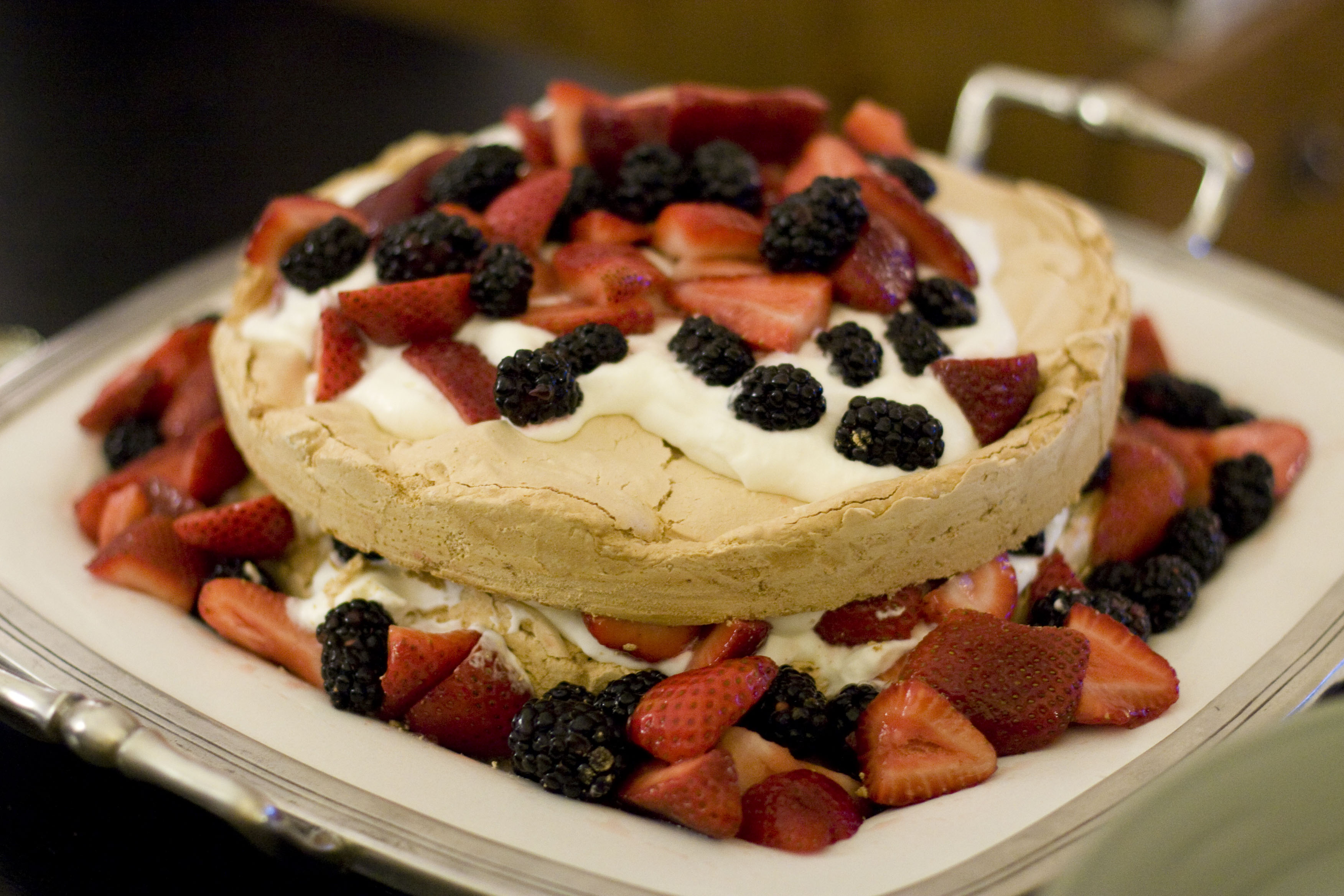
Pavlova là món tráng miệng mang tính biểu tượng và phổ biến tại Úc.

Thực phẩm của người Úc bản địa chịu ảnh hưởng lớn từ khu vực mà họ cư trú. Hầu hết các nhóm bộ lạc sống bằng một chế độ ăn săn bắn-hái lượm giản đơn. Thuật ngữ chung để chỉ các thực vật và động vật được sử dụng làm nguồn thực phẩm là "bush tucker" (đồ ăn bụi cây). Những người châu Âu định cư đầu tiên đưa thực phẩm Anh Quốc đến lục địa, và phần lớn chúng nay được xem là thực phẩm Úc điển hình; Sunday roast (thịt quay Chủ nhật) trở thành một truyền thống lâu dài của nhiều người Úc. Kể từ khi bắt đầu thế kỷ 20, thực phẩm tại Úc ngày càng chịu ảnh hưởng từ những người nhập cư đến quốc gia, đặc biệt là từ các nền văn hóa Nam Âu và châu Á. Rượu vang Úc được sản xuất tại 60 vùng sản xuất riêng biệt với tổng diện tích là 160.000 ha, chủ yếu tại nam bộ- nơi mát hơn tại quốc gia. Các vùng sản xuất rượu vang tại mỗi bang sản xuất ra các chủng loại rượu vang khác nhau dựa theo lợi thế về khí hậu và thổ nhưỡng của địa phương. Các chủng chiếm ưu thế là Shiraz, Cabernet Sauvignon, Chardonnay, Merlot, Sémillon, Pinot noir, Riesling, và Sauvignon blanc.